# Charles-Albert de Longueval
Pour les articles homonymes, voir Longueval (homonymie).
Charles-Albert de Longueval, (1607 – 29 mars 1663), 3e comte de Bucquoy, est un général des Pays-Bas espagnols au service des Habsbourgs d'Empire et d'Espagne. Il était titulaire d'une charge élevée dans le royaume des Habsbourg, aux Pays-Bas et en Bohême. 

## Biographie

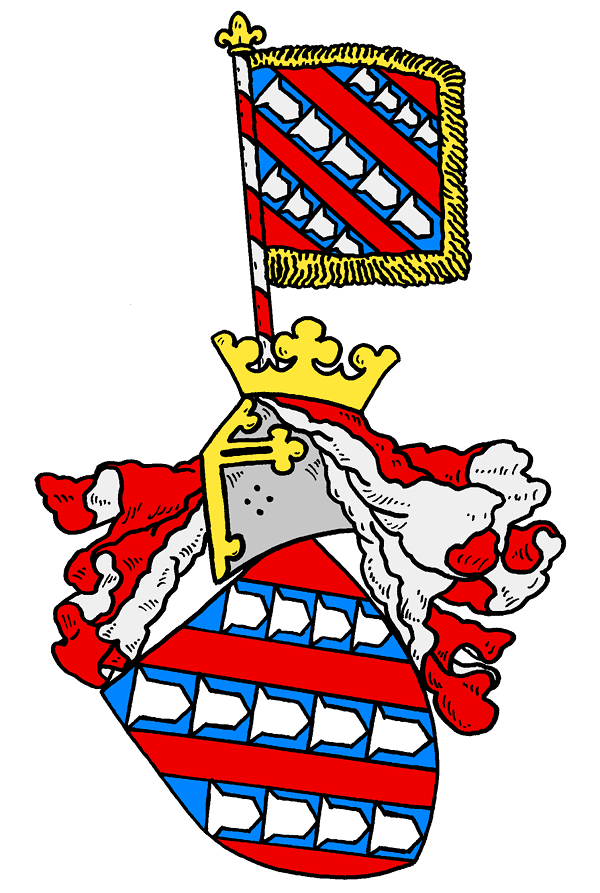
Armoiries des Comtes de Bucquoy.

Charles-Albert de Longueval né en 1607 dans l'Artois est le fils de Charles-Bonaventure de Longueval, comte de Bucquoy (1551-1621) et Maria Magdalena, comtesse de Biglia, dame de Farciennes. Le 5 février 1634, il épouse Marie Guillemette de Croÿ-Solre, fille de Jean de Croÿ, comte de Solre. Le couple a treize enfants.
Charles-Albert de Longueval, « Grand seigneur de haute mine » ,  était comte sur les terres de Bucquoy, seigneur d'Achiet-le-Petit, baron de Vaulx, Puisieux, Farciennes et en Bohême de Gratzen, le Château de Rosenberg et Libiegitz.
La devise des comtes de Bucquoy était: « ex utraque gloria » ( « de l'une et l'autre, la gloire » ).
Il est chambellan de l'Empereur Ferdinand II d'Autriche et de l'Archiduc Albert des Pays-Bas. Il assume également les charges de Grand bailli du Hainaut, gouverneur de Valenciennes et de Mariemont, grand veneur et louvetier d'Artois.
Il est capitaine d'une bande d'ordonnance, général d'artillerie et de la cavalerie espagnole dans les Pays-Bas espagnols.

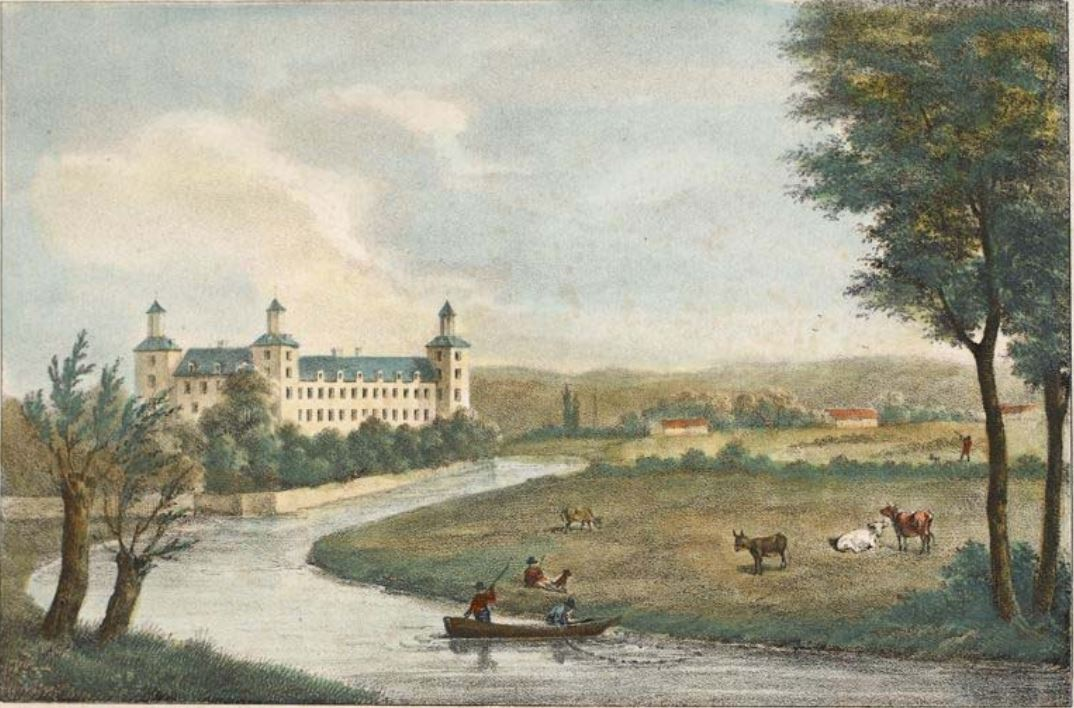
Le château de Farciennes.

Le 5 février 1624, il est nommé capitaine général et grand bailli du Hainaut en prêtant serment dans les mains de l'Infante Isabelle d'Autriche. Il entre définitivement en fonction le 1er avril 1632 en prononçant dans l'Église Sainte-Waudru de Mons puis dans celle de Saint-Germain les mêmes serments que ses prédécesseurs. 
Entre 1630 et 1637, il fait construire le château de Farciennes (près de Charleroi) de style mosan entouré de douves en bord de Sambre. Le château disposait d'un beau jardin orné de fontaines et était édifié dans un site pittoresque.

## La Guerre de Trente Ans
Charles-Albert de Longueval entre au service de l'Empereur en 1631 à la tête d'un régiment de cavalerie et passe en 1635 au service du roi d'Espagne. 
Il participe à la Guerre de Trente Ans de 1618 à 1648 qui voit les Espagnols (détenteurs des Pays-Bas espagnols) et les Français s'opposer dans le nord de la France. Par patentes, il reçoit le 18 novembre 1637 le commandement des gens de guerre en campagne dans le Hainaut. Il participe au siège d'Arras en 1640. Il prend part à la bataille de Honnecourt le 26 mai 1642, victoire espagnole, où il s'illustre à la tête de la cavalerie wallonne. En 1647, il accompagne l'archiduc Léopold-Guillaume de Habsbourg, généralissime des armées espagnoles qui reprend la ville de Landrecies aux français. En 1648, il prend part à la bataille de Lens et y dirige la première ligne de cuirassiers wallons à l'aile droite.   
Il meurt en mars 1663 dans son hôtel à Mons. Il est inhumé dans le chœur de l'Église de Récollets de Saint-François-sur-Sambre dans la paroisse de Farciennes.

## Distinctions[7]
- Chevalier de l'ordre de la Toison d'or : à Vienne en novembre 1650 ;
- Commandant dans l'ordre de Calatrava.